# Луківська селищна територіальна громада
Луківська селищна територіальна громада — об'єднана територіальна громада в Україні, в Ковельському районі Волинської області. Адміністративний центр — селище Луків. До реформи 2020 року належала до Турійського району.
Площа громади — 117 км², населення — 4431 мешканець (2018).
Утворена 23 грудня 2016 року, шляхом об'єднання Луківської селищної ради та Миляновичівської, Соминської сільських рад Турійського району.
19 грудня 2019 року до складу громади добровільно приєдналась Новосілківська сільська рада Турійського району.
19 липня 2020 року, в результаті адміністративно-територіальної реформи та ліквідації Турійського району, громада увійшла до складу Ковельського району.

## Населені пункти
До складу громади входять 1 селище (Луків) і 13 сіл: Відути, Годовичі, Залісці, Зілове, Кличковичі, Комарів, Миляновичі, Новосілки, Окунин, Перевісся, Сомин, Тупали та Туровичі.

## Загальна інформація
Територією громади проходить автошляхи Т 0309 Дубечне — Піддубці та М07 Київ — Ягодин.